# Billy Jones (labdarúgó, 1987)
Billy Jones (Shrewsbury, Anglia, 1987. március 24. –) angol korosztályos válogatott labdarúgó, aki jelenleg a Sunderlandben játszik jobbhátvédként.

## Pályafutása

### Crewe Alexandra
Jones gyerekkorában csatlakozott a Crewe Alexandra ificsapatához, miután a csapat korábbi hátvédje, Dave Walton az akkori menedzser, Dario Gradi figyelmébe ajánlotta. 2003-ban írta alá első profi szerződését a csapattal. Az első csapatban 2003. október 18-án, 16 évesen mutatkozott be, a Derby County ellen csereként beállva. Első gólját december 20-án, a Wigan Athletic ellen szerezte. Első szezonjában 27 bajnoki mérkőzésen kapott lehetőséget. Fiatal kora ellenére a 2004/05-ös szezonban is fontos tagja volt a csapatnak, 20 bajnokin játszott és ez volt az egyetlen idénye a csapatban, amikor nem szerzett gólt. A következő évadban jó teljesítményt nyújtott, annak ellenére, hogy csapata végül kiesett a másodosztályból. Jones a szezon első felében középpályásként játszott, majd Tony Grant leigazolása után visszatért a védelembe. Hét gólt szerzett, amivel a csapat házi gólkirálya lett és az év játékosának járó díjat is elnyerte.
2006. szeptember 16-án, a Millwall ellen lejátszotta 100. bajnoki meccsét a Crewe színeiben. 2006 októberében elutasította a csapat szerződéshosszabbítási ajánlatát, ezért egy héttel később átadólistára került. Ezután több csapattal is szóba hozták, többek között az élvonalbeli Manchester Cityvel, mely a Daily Mirorr értesülései szerint 1,5 millió fontos ajánlatot készült tenni érte. A Crewe később elutasított egy Stoke Citytől érkező ajánlatot a játékosért.

### Preston North End
2007. június 11-én Jones a másodosztályú Preston North Endhez igazolt,  négyéves szerződést kötve a klubbal. Fontos tagjává vált a csapatnak, majd a 2010/11-es szezon második felében a csapatkapitányi karszalagot is megkapta, Sean St Ledger távollétében. Csapata rosszul teljesített, Jones pedig kijelentette, hogy távozik, ha a Preston kiesik a Championship. A szezon utolsó meccsén, a Watford ellen lépett pályára utoljára a csapatban, bár klubja megnyerte a mérkőzést, a kiesést nem tudta elkerülni.

### West Bromwich Albion
Jones 2011. június 3-án ingyen a Premier League-ben szereplő West Bromwich Albionhoz került, ahol három évre írt alá. Első szezonjában Steven Reid cseréje volt, aki 2012 márciusában, a Chelsea ellen megsérült és ki kellett hagynia az idény hátralévő részét, Jones így több lehetőséget kapott, 17 mérkőzésen lépett pályára. Első gólját 2013. április 20-án, a Newcastle United ellen szerezte.

### Sunderland
2014. május 28-án ingyen leigazolta a Sunderland, miután elutasította a West Brom szerződéshosszabbítási ajánlatát. Első gólját 2015.október 25-én szerezte a csapatban, a Newcastle United ellen.